# Internetbuchhandlung
Internetbuchhandlungen sind Buchhandlungen, deren Bücher man über den Internethandel erwerben kann. Es handelt sich um eine Form des Versandhandels, der Kunden erhält die Ware auf dem Versandweg.
Der Aufschwung der Internetbuchhandlungen begann mit dem Internethype Ende der 1990er Jahre. Pionier des Internetbuchhandels ist Charles M. Stack mit Book Stacks Unlimited 1992, gefolgt von Jeff Bezos, der 1995 mit seinem Shop Amazon.com online ging. Heute ist Amazon kein reiner Buchhändler mehr, sondern ein Online-Warenhaus.
In Deutschland sind, dem Beispiel Amazons folgend, ebenfalls Internetbuchhandlungen wie thalia.de, buch.de, buecher.de und bol.de entstanden. Auch im Internethandel findet ein Konzentrationsprozess statt. In Österreich hat die Buchhandelskette Libro den Onlinehändler lion.cc gegründet und versucht, den deutschsprachigen Buchmarkt zu erobern. Dieser Expansionsdrang endete in einer der größten Unternehmenspleiten Österreichs. Der Kundenstamm sowie die Markenrechte wurden von der Buch.de Internetstores AG aufgekauft.
Für kleine Buchhändler bietet das Internet die Möglichkeit ein Vollsortiment anzubieten, ohne ein großes Lager aufbauen zu müssen. Die Zwischenhändler stellen dafür die Daten zur Verfügung und liefern die bestellten Titel teilweise direkt an den Kunden.
Es bestehen fließende Übergänge zum Online-Handel mit anderen Medien wie DVDs.